# Borolia sarcostriga
Borolia sarcostriga là một loài bướm đêm trong họ Noctuidae.